# Miss Teen International
Miss Teen International è un concorso di bellezza internazionale per adolescenti fondato nel 1966.
Il presidente dell'organizzazione è l'ecuadoriano Rodrigo Moreira.
La vincitrice è la brasiliana Éffora Consoli, eletta il 14 novembre 2023.

## Albo d'oro
| Anno | Nazione     | Vincitrice                | Luogo               |
| ---- | ----------- | ------------------------- | ------------------- |
| 1966 | Svezia      | Ewa Aulin                 | Hollywood           |
| 1967 | Norvegia    | Alice Alfheim             | Hollywood           |
| 1968 | Australia   | Jeanette McLeod           | Hollywood           |
| 1969 | Inghilterra | Mary Louise Lewis         | Hollywood           |
| 1993 | Svezia      | Sofia Andersson           | San José            |
| 1994 | Brasile     | Ana Carina Góis           | San José            |
| 1995 | Svezia      | Kristen Hungerford        | San José            |
| 1996 | Brasile     | Renata Cavazzana          | San José            |
| 1997 | Porto Rico  | Katherine González        | San José            |
| 1998 | Brasile     | Vanessa Martins           | Città del Guatemala |
| 1999 | Aruba       | Carolina Raven            | San José            |
| 2000 | Curaçao     | Ayanette Mary Ann Statia  | Oranjestad          |
| 2001 | Porto Rico  | Yara Liz Lasanta          | Willemstad          |
| 2002 | Costa Rica  | Fabriella Quesada         | San José            |
| 2003 | Costa Rica  | María Teresa Rodríguez    | Ibarra              |
| 2004 | Australia   | Lauryn Eagle              | San José            |
| 2006 | Porto Rico  | Mayra Matos               | San José            |
| 2007 | Messico     | Jenny Quiroga             | Lima                |
| 2008 | Brasile     | Isabele Sánchez           | San José            |
| 2009 | Costa Rica  | Nazareth Cascante         | San José            |
| 2010 | Aruba       | Lynette do Nascimiento    | San José            |
| 2011 | Nicaragua   | Adriana Paniagua          | San José            |
| 2012 | Porto Rico  | Valerie Hernandez         | San José            |
| 2013 | Brasile     | Isabella Novaes Menin     | San José            |
| 2014 | Paraguay    | Ailin Adorno              | Guanacaste          |
| 2014 | Bolivia     | Fabiola Ortiz             | Guayaquil           |
| 2015 | Porto Rico  | Paola Serrano             | Guayaquil           |
| 2016 | Ecuador     | Camila Montenegro         | Città di Panama     |
| 2017 | Porto Rico  | Tanailyn Medina           | Guayaquil           |
| 2018 | Brasile     | Julia Hemza               | Guayaquil           |
| 2019 | Perù        | Luciana Begazo            | Guayaquil           |
| 2020 | Panama      | María Alejandra Royo      | Città di Panama     |
| 2021 | Messico     | Aurora Jiménez Villalobos | Guayaquil           |
| 2022 | Sudafrica   | Yulienke Jacobs           | Guayaquil           |
| 2023 | Brasile     | Éffora Consoli            | Guayaquil           |
| 2024 | Ecuador     | Christine Carbo           | Lima                |